# Riserva naturale Naviglio di Melotta
La riserva naturale Naviglio di Melotta è un'area naturale protetta situata in Provincia di Cremona istituita con Legge Regionale n° 86 del 30 novembre 1983. La Provincia di Cremona ha istituito nel 2003 il Parco del Pianalto di Romanengo e dei Navigli cremonesi ampliando la fascia di protezione ambientale ad una vasta circostante la Riserva

## Territorio
La Riserva si trova tra i comuni di Casaletto di Sopra, Romanengo, Soncino e Ticengo. Lo scopo è quello di preservare un ambiente unico quale è il Pianalto di Romanengo: si tratta di un'area pleistocenica che si eleva dalla pianura alluvionale per circa 10-15 metri con una superficie movimentata, lievi ondulazioni ed avvallamenti. All'interno il Pianalto è solcato dal Naviglio della Melotta, un corso d'acqua di origine artificiale, ma dalle caratteristiche naturaliformi e con habitat tipicamente fluviale.

## Flora
La presenza delle scarpate lungo il Naviglio e ai margini del Pianalto ha permesso di conservare le più vaste aree boscate della Provincia. Si nota la presenza delle seguenti specie: l'ontano, il salice bianco, il pioppo, il platano (raro), il sambuco, il nocciolo, il sanguinello, la frangola (rara), il pioppo ibrido (introduzione artificiale).
Le aree più interne e meglio conservate vedono la presenza della farnia, dell'olmo, del ciliegio, dell'acero campestre, del carpino bianco, alcuni gruppi di pioppo tremulo, di ginestra spinosa, di ginestrella.
Per le specie erbacee e del sottobosco si notano: il campanellino primaverile, l'anemone dei boschi, la primula, il sigillo di Salomone, la pulmonaria.

## Fauna
Fino agli anni settanta del XX secolo erano ancora presenti la lontra e lo scoiattolo. Oggi tra la fauna vanno segnalati: il tasso, la volpe, la faina e la donnola. I micromammiferi sono rappresentati dall'arvicola, dal topolino delle risaie, dal moscardino, e dal ghiro. Tra gli anfibi troviamo: la rana agile e la rara rana di Lataste. Per l'avifauna si segnalano: il picchio rosso maggiore, il picchio verde, il colombaccio, la cinciarella, il codibugnolo, il luì piccolo, l'usignolo, la ghiandaia, l'averla piccola, la tortora selvatica, la poiana e il lodolaio.